# Thomasomys apeco
Thomasomys apeco là một loài động vật có vú trong họ Cricetidae, bộ Gặm nhấm. Loài này được Leo L. & Gardner miêu tả năm 1993.